# Acropentias
Acropentias là một chi bướm đêm thuộc họ Crambidae.